# Alekszandr Vlagyimirovics Povetkin
Alekszandr Vlagyimirovics Povetkin (oroszul: Александр Владимирович Поветкин; Kurszk, 1979. szeptember 2. –) orosz profi ökölvívó.
Magassága: 188 cm. Nős, egy lánya van. Testvére, Vlagyimir szintén ökölvívó.

## Amatőr eredményei
- 2002-ben Európa-bajnok szupernehézsúlyban.
- 2003-ban világbajnok szupernehézsúlyban.
- 2004-ben Európa-bajnok szupernehézsúlyban.
- 2004-ben olimpiai bajnok szupernehézsúlyban az athéni olimpián. A negyeddöntőben a kazah Muhtarhan Dildabekovot, az elődöntőben az olasz Roberto Cammarellet győzte le, a döntőre az egyiptomi Mohammed Ali sérülés miatt nem állt ki ellene.

Amatőr mérlege: 125 győzelem, 7 vereség.

## Profi karrierje
2006. június 11-én vívta első profi mérkőzését.
- 2007. október 27-én IBF nehézsúlyú kihívói jogáért rendezett négyes torna (Byrd-Povetkin / Brock-Chambers) részeként a volt világbajnok amerikai Chris Byrd ellen mérkőzött. A mérkőzés a 11. menetben ért véget, mikor Byrd szorítósegédei bedobták a törölközőt, és így a végig fölényben lévő Povetkin technikai kiütéssel nyert.
- 2008. január 26-án 12 menetes egyhangú pontozással győzte le a hozzá hasonlóan veretlen Eddie Chamberst és lett a világbajnok, Vlagyimir Klicsko kötelező kihívója. A tervezett találkozó végül különböző okokból nem jött létre.
- 2011. augusztus 27-én Ruslan Chagayev ellen mérkőzött a WBA reguláris világbajnoki címéért, miután a korábbi világbajnok David Haye elvesztette címét a Vlagyimir Klicsko elleni címegyesítő mérkőzésen, ami után az új bajnokot szuperbajnoki státuszba helyezte a szervezet. A mérkőzésen Povetkin egyhangú pontozással győzedelmeskedett.
- 2012. február 25-én - egy könnyed győzelmet követően - toronymagas favoritként állt ki a korábbi cirkálósúlyú világbajnok Marco Huck ellen. A mérkőzést végül Povetkin nyerte megosztott pontozással, a WBA viszont visszavágót rendelt el a véleményes végeredmény miatt.

Aktuális mérlege: 24 mérkőzés, ebből 24 győzelem (16 időn belül).